# Хакодате (аеропорт)
Аеропорт Хакодате (яп. 函館空港, はこだてくうこう, хакодате куко; англ. Hakodate Airport) — державний вузловий міжнародний аеропорт в Японії, розташований в місті Хакодате префектури Хоккайдо. Розпочав роботу з 1961 року. Спеціалізується на внутрішніх та міжнародних авіаперевезеннях. Паралельно використовується як летовище Берегової охорони Японії.

## Цікаві факти
- 6 вересня 1976 року тут здійснив посадку стратегічний висотний перехоплювач МіГ-25, керований політичним втікачем з СРСР старшим лейтенантом Віктором Біленко.